# Huta Toruan XI
Huta Toruan Xi is een bestuurslaag in het regentschap Tapanuli Utara van de provincie Noord-Sumatra, Indonesië. Huta Toruan Xi telt 1470 inwoners (volkstelling 2010).